# Filmfestivalen i Cannes 2007
Den 60:e filmfestivalen i Cannes pågick från 16 till 27 maj 2007. Juryns ordförande var den brittiska regissören Stephen Frears. Tjugotvå filmer från tolv länder valdes ut för att tävla om Guldpalmen. Vinnaren 4 månader, 3 veckor och 2 dagar regisserad av Cristian Mungiu, tillkännagavs den 26 maj.
Festivalen öppnade med My Blueberry Nights, regisserad av Wong Kar-wai och avslutades med Days of Darkness (L'Âge des ténèbres) av Denys Arcand. Diane Kruger var konferencier.
Den officiella affischen för den 60:e festivalen i Cannes visade ett kollage med Pedro Almodóvar, Juliette Binoche, Jane Campion, Souleymane Cissé, Penélope Cruz, Gérard Depardieu, Samuel L. Jackson, Bruce Willis och Wong Kar-wai, alla fotograferade av Alex Majoli.

## Jurys

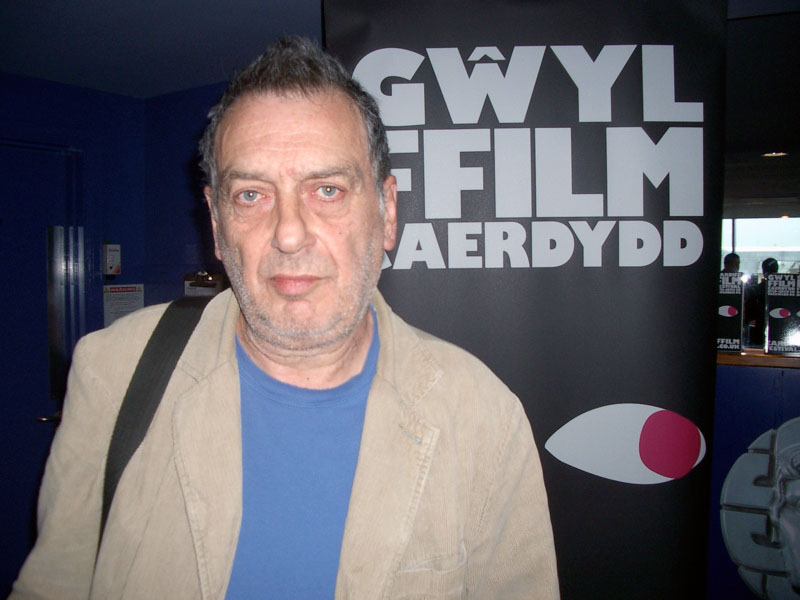
Stephen Frears, juryordförande

### Huvudtävling
Följande personer utsågs till juryn för långfilmerna från det officiella urvalet 2007:
- Stephen Frears (brittisk regissör) Juryordförande
- Marco Bellocchio (italiensk regissör)
- Maggie Cheung (skådespelerska i Hongkong)
- Toni Collette (australiensisk skådespelerska)
- Maria de Medeiros (portugisisk skådespelerska)
- Orhan Pamuk (turkisk författare och nobelprisvinnare)
- Michel Piccoli (fransk skådespelare)
- Sarah Polley (kanadensisk skådespelerska och regissör)
- Abderrahmane Sissako (mauretansk regissör)

### Un certain regard
Följande personer utsågs till juryn för 2007 års Un certain Regard:
- Pascale Ferran (fransk regissör) Ordförande
- Kent Jones (amerikansk författare)
- Cristi Puiu (rumänsk regissör)
- Bian Qin
- Jasmine Trinca (italiensk skådespelerska)

### Cinéfondation och kortfilmer
Följande personer utsågs till juryn för Cinéfondation och kortfilmstävlingen:
- Jia Zhangke (kinesisk regissör) Ordförande
- Niki Karimi (iransk skådespelerska, filmskapare)
- JMG Le Clézio (fransk författare)
- Dominik Moll (tysk regissör)
- Deborah Nadoolman (amerikansk kostymdesigner)

### Camera d'Or
Följande personer utsågs till juryn för Camera d'Or 2007:
- Pavel Lungin (rysk författare, regissör) ordförande
- Renato Berta (schweizisk filmfotograf)
- Julie Bertuccelli (fransk regissör)
- Clotilde Courau (fransk skådespelerska)

## Officiellt urval

### I tävlan - Spelfilmer
Följande långfilmer tävlade om Guldpalmen:
| Engelsk titel                     | Originaltitel                 | Regissör(er)                        | Land      |
| --------------------------------- | ----------------------------- | ----------------------------------- | --------- |
| 4 Months, 3 Weeks and 2 Days      | 4 luni, 3 săptămâni şi 2 zile | Cristian Mungiu                     | Rumänien  |
| Aleksandra                        | Aleksandra                    | Alexander Sokurov                   | Ryssland  |
| The Banishment                    | Изгнание (Izgnanie)           | Andrey Zvyagintsev                  | Ryssland  |
| Breath                            | 숨 (Soom)                     | Kim Ki-duk                          | Sydkorea  |
| Death Proof                       | Death Proof                   | Quentin Tarantino                   | USA       |
| The Diving Bell and the Butterfly | Le scaphandre et le papillon  | Julian Schnabel                     | Frankrike |
| The Edge of Heaven                | Auf der anderen Seite         | Fatih Akın                          | Tyskland  |
| Import Export                     | Import Export                 | Ulrich Seidl                        | Österrike |
| The Last Mistress                 | Une vieille maîtresse         | Catherine Breillat                  | Frankrike |
| Love Songs                        | Les chansons d'amour          | Christophe Honoré                   | Frankrike |
| The Man from London               | A londoni férfi               | Béla Tarr                           | Ungern    |
| The Mourning Forest               | 殯の森 (Mogari no mori)       | Naomi Kawase                        | Japan     |
| My Blueberry Nights               | My Blueberry Nights           | Wong Kar-wai                        | Hong Kong |
| No Country for Old Men            | No Country for Old Men        | Joel and Ethan Coen                 | USA       |
| Paranoid Park                     | Paranoid Park                 | Gus Van Sant                        | USA       |
| Persepolis                        | Persepolis                    | Marjane Satrapi & Vincent Paronnaud | Frankrike |
| Promise Me This                   | Завет (Zavet)                 | Emir Kusturica                      | Serbien   |
| Secret Sunshine                   | 밀양 (Milyang)                | Lee Chang-dong                      | Sydkorea  |
| Silent Light                      | Stellet licht                 | Carlos Reygadas                     | Mexiko    |
| Tehilim                           | Tehilim                       | Raphaël Nadjari                     | Israel    |
| We Own the Night                  | We Own the Night              | James Gray                          | USA       |
| Zodiac                            | Zodiac                        | David Fincher                       | USA       |

### Un Certain Regard
Följande filmer valdes ut för tävlingen av Un certain regard:
- Actrices av Valeria Bruni Tedeschi (Frankrike)
- And Along Come Tourists (Am Ende kommen Touristen) av Robert Thalheim (Tyskland)
- The Band's Visit (Bikur Ha-Tizmoret) av Eran Kolirin (Israel)
- Blind Mountain av Li Yang (Kina)
- California Dreamin' av Cristian Nemescu (Rumänien)
- Calle Santa Fe av Carmen Castillo (Chile)
- Et toi, t'es sur qui? av Lola Doillon (Frankrike)
- Flight of the Red Balloon av Hou Hsiao-hsien (Frankrike, Taiwan)
- Kuaile Gongchang av Ekachai Uekrongtham (Thailand)
- Magnus av Kadri Kõusaar (Estland, Storbritannien)
- Mio fratello è figlio unico av Daniele Luchetti (Italien)
- Mister Lonely av Harmony Korine (USA)
- Munyurangabo av Lee Isaac Chung (USA)
- Night Train av Diao Yi'nan (Kina)
- The Pope's Toilet (El Baño del Papa) av Enrique Fernandez and César Charlone (Uruguay)
- La soledad av Jaime Rosales (Spanien)
- A Stray Girlfriend av Ana Katz (Argentina)
- Terror's Advocate av Barbet Schroeder (Frankrike)
- Water Lilies av Celine Sciamma (Frankrike)
- Du levande av Roy Andersson (Sverige)

### Filmer utom tävlan
Följande filmer valdes ut för visning utom tävlan:

- Boarding Gate av Olivier Assayas (Frankrike)
- Days of Darkness (L'Âge des ténèbres) av Denys Arcand (Kanada, Frankrike)
- Déficit av Gael Garcia Bernal (Mexiko)
- Expired av Cecilia Miniucchi (USA)
- Go Go Tales av Abel Ferrara (USA, Italien)
- Héros av Bruno Merle (Frankrike)
- A Mighty Heart av Michael Winterbottom (USA, Storbritannien)
- Ocean's Thirteen av Steven Soderbergh (USA)
- Sicko av Michael Moore (USA)
- To Each His Own Cinema (Chacun son cinéma) (various) (Frankrike)
- Triangle (Tie saam gok) av Ringo Lam, Johnny To, Tsui Hark (Hong Kong, Kina)
- U2 3D av Catherine Owens, Mark Pellington (USA)

### Särskilda visningar
Följande filmer visades under särskilda visningar:

- 11th Hour av Nadia Conners, Leila Conners Petersen (USA)
- Rebellion: the Litvinenko Case av Andrei Nekrasov (Ryssland)
- Boxes av Jane Birkin (Frankrike)
- Cartouches Gauloises av Mehdi Charef (Frankrike, Algeriet)
- Cruising av William Friedkin (USA, Tyskland)
- Fengming, a Chinese Memoir (He Fengming) av Wang Bing (Kina)
- One Hundred Nails (Centochiodi) av Ermanno Olmi (Italien)
- Retour en Normandie av Nicolas Philibert (Frankrike)
- Roman de gare av Claude Lelouch (Frankrike)
- Ulzhan av Volker Schlöndorff (Tyskland)
- The War, av Ken Burns, Lynn Novick (USA)
- Young Yakuza av Jean-Pierre Limosin (Frankrike, USA, Japan)

### Cinéfondation
Följande kortfilmer valdes ut för tävlingen av Cinéfondation:

- A Reunion av Sung-Hoon Hong
- Aditi singh av Mickael Kummer
- Ahora todos parecen contentos av Gonzalo Tobal
- Berachel bitha haktana av Efrat Corem
- Chinese Whispers av Raka Dutta
- For the Love of God av Joe Tucker
- Goyta av Joanna Jurewicz
- Halbe Stunden av Nicolas Wackerbarth
- Minus av Pavle Vuckovic
- Mish'olim av Hagar Ben-Asher
- Neostorozhnost av Alexander Kugel
- Rondo av Marja Mikkonen
- Ru Dao av Tao Chen
- Saba av Thereza Menezes, Gregorio Graziosi
- Triple 8 Palace av Alexander Ku
- Vita di Giacomo av Luca Governatori

### Kortfilmstävling
Följande kortfilmer tävlade om Guldpalmen för bästa kortfilm:

- Ah Ma av Anthony Chen (Singapore)
- Ark av Grzegorz Jonkajtys (Polen)
- The Last 15 av Antonio Campos (USA)
- Looking Glass av Erik Rosenlund (Sverige)
- My Dear Rosseta av Yang Hae-hoon (Sydkorea)
- My Sister av Marco Van Geffen (Nederländerna)
- The Oates' Valor av Tim Thaddeus Cahill USA)
- Resistance aux tremblements av Olivier Hems (Frankrike)
- Run av Mark Albiston (Nya Zeeland)
- Gia to onoma tou spourgitiou av Kyros Papavassiliou (Cypern)
- Ver Llover av Elisa Miller (Mexiko)

### Cannes Classics
Cannes Classics sätter fokus på dokumentärer om film och restaurerade mästerverk från förr.
Tributes
- Hamlet av Laurence Olivier (1948)
- Kanał av Andrzej Wajda (1956)
- Richard III av Laurence Olivier (1955)
- Henry V av Laurence Olivier (1944)

Documentaries about Cinema
- Brando av Mimi Freedman & Leslie Greif (USA)
- Lindsay Anderson, Never Apologize av Mike Kaplan (USA)
- Maurice Pialat, L'amour existe av Anne-Marie Faux & Jean-Pierre Devillers (Frankrike)
- Pierre Rissient av Todd McCarthy (USA)

Restaurerade filmer
- Bound av Chastity Rules av Shin Sang-Ok (1962)
- Die Abenteuer des Prinzen Achmed av Lotte Reiniger (1926)
- My Last Mistress (Donne-moi tes yeux) av Sacha Guitry (1943)
- Dracula av Terence Fisher (1958)
- Hondo av John Farrow (1953)
- La Bandera av Julien Duvivier (1935)
- Made In Jamaica av Jérôme Laperrousaz (2006)
- Mikey & Nicky av Elaine May (1976)
- Forest of the Hanged (Pădurea spânzuraților) av Liviu Ciulei (1964)
- Flykten från helvetet (Suspiria) av Dario Argento (1977)
- Twelve Angry Men av Sidney Lumet (1957)
- Words for Battle av Humphrey Jennings (1941, short)
- Yo Yo (Yoyo) av Pierre Etaix (1965)

## Parallella sektionen

### Internationella kritikerveckan
Följande filmer visades under den 46:e internationella kritikerveckan (46e Semaine de la Critique):
Tävling i långfilm

- À l'intérieur av Julien Maury, Alexandre Bustillo (Frankrike)
- El Asaltante av Pablo Fendrik (Argentina)
- Funuke Show Some Love, You Losers! (Funuke domo, kanashimi no ai wo misero) av Daihachi Yoshida (Japan)
- In Your Wake (Nos retrouvailles) av David Oelhoffen (Frankrike)
- Jellyfish (Meduzot) av Etgar Keret, Shira Geffen (Israel, Frankrike)
- The Milky Way (A via láctea) av Lina Chamie (Brasilien)
- The Orphanage (El Orfanato) av Juan Antonio Bayona (Spanien, Mexiko)
- Párpados azules av Ernesto Contreras (Mexiko)
- Voleurs de chevaux av Micha Wald (Belgien, Frankrike, Kanada)
- XXY av Lucia Puenzo (Argentina, Frankrike, Spanien)

Kortfilmstävling

- Um ramo av Juliana Rojas & Marco Dutra (Brasilien)
- Madame Tutli-Putli av Chris Lavis & Maciek Szczerbowski (Kanada)
- Saliva av Esmir Filho (Brasilien)
- Rabbit Troubles av Dimitar Mitovski & Kamen Kalev (Bulgarien)
- Fog av Peter Salmon (Nya Zeeland)
- La Route, la nuit av Marine Alice le Du (Frankrike)
- Both av Bass Bre’che (Storbritannien, Libanon)

Särskilda visningar

- Héros av Bruno Merle (Frankrike) (opening film)
- Déficit av Gael Garcia Bernal (Mexiko) (La séance du Parrain)
- Malos hábitos av Simón Bross (Mexiko) (La séance du Parrain)
- The Mosquito Problem and Other Stories av Andrey Paounov (Bulgarien, USA, Tyskland) (Documentary)
- Primrose Hill av Mikhaël Hers (Frankrike) (Short film)
- Situation Frank av Patrik Eklund (Sverige) (Short film)
- Chambre 616 av Frédéric Pelle (Frankrike) (Prix de la Critique)
- Expired av Cecilia Miniucchi (USA) (closing film)

### Directors' Fortnight
Följande filmer visades under 2007 års Directors' 'Fortnight (Quinzaine des Réalizateurs):
- Après lui av Gaël Morel (Frankrike)
- Avant que j'oublie av Jacques Nolot (Frankrike)
- Caramel av Nadine Labaki (Libanon, Frankrike)
- Chop Shop av Ramin Bahrani (USA)
- Control av Anton Corbijn (Ungern)
- Dai Nipponjin av Hitoshi Matsumoto (Japan)
- Foster Child (John John) av Brillante Mendoza (Filippinerna)
- Her Name Is Sabine (Elle s'appelle Sabine) av Sandrine Bonnaire (Frankrike)
- Garage av Lenny Abrahamson (Irland)
- L'état du monde av Chantal Akerman (Belgien), Apichatpong Weerasethakul (Thailand), Vicente Ferraz (Brasilien), Ayisha Abraham (Indien), Wang Bing (Kina), Pedro Costa (Portugal)
- Counterparts (L'un contre l'autre) av Jan Bonny (Tyskland)
- La Frankrike av Serge Bozon (Frankrike)
- La Question humaine av Nicolas Klotz (Frankrike)
- La Influencia av Pedro Aguilera (Mexiko)
- Mutum av Sandra Kogut (Brasilien, Frankrike)
- Ploy av Pen-ek Ratanaruang (Thailand)
- PVC-1 av Spiros Stathoulopoulos (Colombia)
- Savage Grace av Tom Kalin (USA, Frankrike, Spanien)
- Smiley Face av Gregg Araki (USA, Tyskland)
- Tout est pardonné av Mia Hansen-Løve (Frankrike)
- Un homme perdu av Danielle Arbid (Libanon, Frankrike)
- Yumurta av Semih Kaplanoglu (Turkiet, Grekland)
- Zoo av Robinson Devor (USA)

## Andra visningar

### Midnattsvisningar
- Boarding Gate, av Olivier Assayas (Frankrike)
- Go Go Tales, av Abel Ferrara (USA)
- U2 3D, av Catherine Owens and Mark Pellington (USA)
- Imagination, av Eric Leiser (USA)

### Cannes Classics — Documentaries on Cinema
- Brando, av Mimi Freedman and Leslie Greif (USA)
- Lindsay Anderson, Never Apologize, av Mike Kaplan (USA)
- Maurice pialat l'amour existe, av Anne-Marie Faux and Jean-Pierre Devillers (Frankrike)
- Pierre Rissient, av Todd McCarthy (USA)

## Tous Les Cinemas du Monde
Tous Les Cinemas du Monde (Världen filmer) visar sedan 2005 filmer från olika länder. Från 19 maj till 25 maj 2007 visades filmer från Indien, Libanon, Polen, Kenya, Guinea, Angola, Slovenien och Colombia.

### Indien
De två första dagarna av detta program ägnades helt åt Indisk film och inkluderade filmer på flera olika språk. Den 19 maj visades Hindi-filmen Lage Raho Munna Bhai, (med Bollywood-superstjärnan Sanjay Dutt i rollen som en mafiaboss i Bombay som börjar se Mahatma Gandhis ande), ett särskilt gott mottagande. Dessutom gjorde Mani Ratnam filmen Guru (med Abhishek Bachchan, Madhavan och Aishwarya Rai och löst baserat på Dhirubhai Ambanis liv; Bachchan gjorde också ett framträdande i Lage Raho Munna Bhai) också en "framgång kritiskt". Andra filmer inkluderade hindi-filmen Dhan Dhana Dhan Goal med John Abraham och Bipasha Basu, Dharm, Malayalam-filmen Saira, Missed Call, Kollywood-filmen Veyil på Tamil och den bengaliska filmen Dosar. En annan tamilsk indisk film, Mozhi visades utom tävlan vid ett senare tillfälle.

### Libanon
Nadine Labakis debuterade under Director's Fortnight med filmen Caramel, ett charmigt drama om fem kvinnor som samlas på en skönhetssalong för att hantera sina vardagsproblem med män, social förväntan, sexualitet i ett samhälle där tradition krockar med allt mer moderna tider. Labaki spelar inte bara huvudrollen i filmen  utan regisserade och medförfattade den också. Resten av rollistan består mestadels av amatörskådespelare, som alla levererar mycket övertygande roller och tillför mycket liv och djup till filmen. Caramel påminner om Pedro Almodóvars filmer,  men är unik inte bara för sin tekniska och kreativa sofistikation utan också för att den inte tacklar några av de religiösa, politiska eller krigsrelaterade frågorna som plågar och har fortsatt att plåga Libanon, tills nu. Filmen visade sig vara en smygsuccé på festivalen och blev distribuerad i över 40 länder och blev något av en internationell hit.

## Utmärkelser

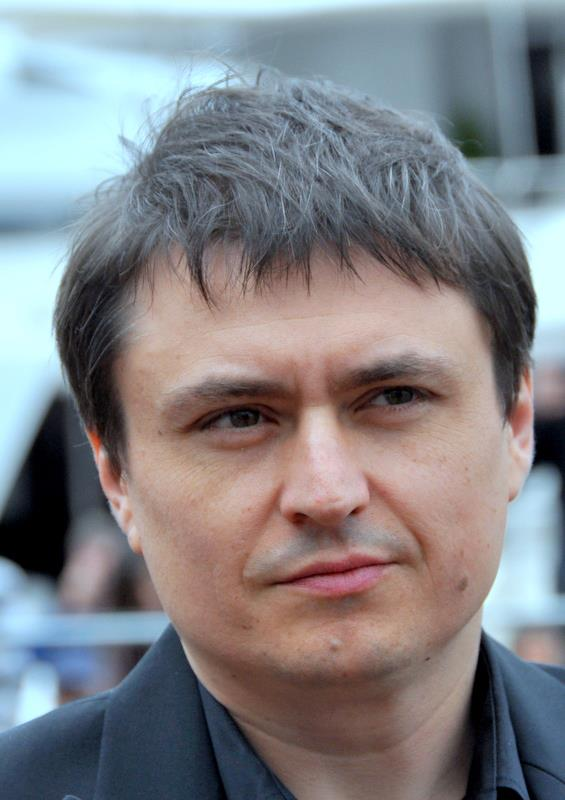
Cristian Mungiu, vinnare av Guldpalmen

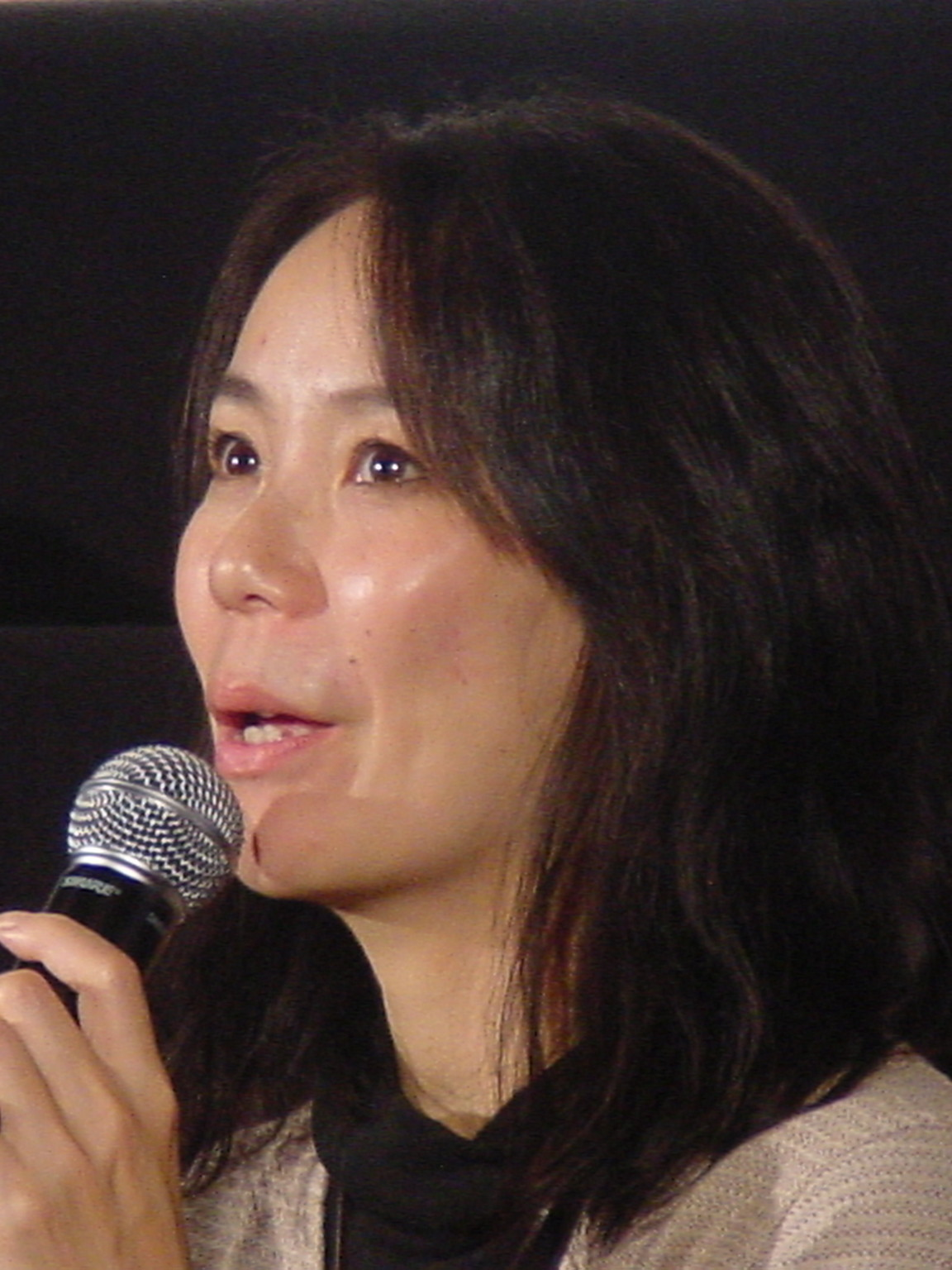
Naomi Kawase, Gran Prix -vinnare

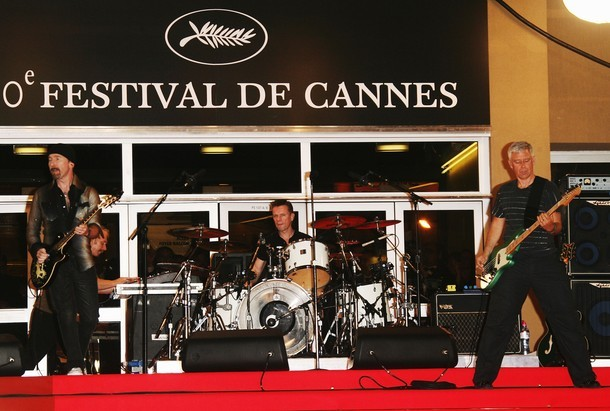
U2 uppträder vid filmfestivalen i Cannes 2007, innan visningen av U2 3D

### Officiella utmärkelser
Följande filmer och personer fick pris i 2007 års officiella urval:
- Guldpalmen: 4 månader, 3 veckor och 2 dagar av Cristian Mungiu
- Grand Prix: The Mourning Forest ( Mogari no Mori ) av Naomi Kawase
- Bästa regissörspris: Julian Schnabel för The Diving Bell and the Butterfly
- Pris för bästa manus: Fatih Akın för The Edge of Heaven ( Auf der anderen Seite )
- Bästa skådespelerska: Jeon Do-yeon i Secret Sunshine
- Bästa skådespelare: Konstantin Lavronenko i The Banishment
- Prix du Jury:
  - Persepolis av Vincent Paronnaud, Marjane Satrapi
  - Silent Light av Carlos Reygadas
- 60 -årsjubileumspris: Paranoid Park av Gus Van Sant

Un Certain Regard
- Prix Un Certain Regard: California Dreamin ', av Cristian Nemescu
- Un Certain Regards speciella jury pris: Actrices av Valeria Bruni Tedeschi
- Heart Throb Jury Prize: The Band's Visit ( Bikur Ha-Tizmoret ) av Eran Kolirin
- Särskild utmärkelse för kortfilm: Driven av Mark Albiston

Cinéfondation
- Första pris: Ahora todos parecen contentos av Gonzalo Tobal
- Andra pris: Ru Dao av Tao Chen
- Tredje pris: Minus av Pavle Vuckovic

Caméra d'Or
- Caméra d'Or: Jellyfish ( Meduzot ) av Etgar Keret och Shira Geffen

Kortfilmer
- Guldpalmen för bästa kortfilm: Ver Llover av Elisa Miller
- Särskilt omnämnande: Ah Ma av Anthony Chen & Run av Mark Albiston

### Fristående priser
FIPRESCI -priser
- 4 månader, 3 veckor och 2 dagar by Cristian Mungiu (In competition)
- The Band's Visit (Bikur Ha-Tizmoret) by Eran Kolirin (Un Certain Regard)
- Her Name is Sabine (Elle s'appelle Sabine) by Sandrine Bonnaire

Vulcan Award of the Technical Artist
- Vulcan Award: Janusz Kaminski (filmfotograf) för Fjärilen i glaskupan (Le Scaphandre et le Papillon)

Ekumeniska juryn
- Den ekumeniska juryns pris: The Edge of Heaven (Auf der anderen Seite) av Fatih Akın

Utmärkelser inom ramen för International Critics 'Week
- Canal+ Gran Prix för kortfilm: Madame Tutli-Putli
- Petit Rail d'Or (presenterad av "cinephile railwaymen"[26]) för Madame Tutli-Putli

Andra utmärkelser
- Särskilt omnämnande av CICAE-juryn Cannes: Counterparts av Jan Bonny

Association Prix François Chalais
- Prix François Chalais : A Mighty Heart av Michael Winterbottom[27]

## Media
- INA: Climbing of the steps: protocol (commentary in French)
- INA: List of winners of the 2007 Cannes Festival (commentary in French)